# Dusmadiores katelijnae
Dusmadiores katelijnae är en spindelart som beskrevs av Rudy Jocqué 1987. Dusmadiores katelijnae ingår i släktet Dusmadiores och familjen Zodariidae.
Artens utbredningsområde är Nigeria. Inga underarter finns listade i Catalogue of Life.